# Ulrike Nagel (journaliste)
Ulrike Nagel (Greifswald, 1979) is een Duits-Nederlandse journaliste, geboren in het toenmalige Oost-Duitsland. Ze is tweetalig en spreekt en schrijft zowel Nederlands en Duits.
Nagel werkt als verslaggever, moderator en als dagvoorzitter. Ze is in 2025 redacteur bij NOS Radio "Met het oog op morgen" en podcast "De Dag".
Ulrike wordt als Duitslandkenner regelmatig gevraagd om in radio- en tv-programma's haar mening te geven over actuele zaken in Duitsland en die te bespreken, waaronder Buitenhof; NPO Radio 1; Tijd voor Max, Eva en Bar Laat.

## Opleiding
Ulrike is in 1979 geboren in Greifswald, de toenmalige DDR. Ze is opgegroeid in Oost-Berlijn, tussen de Plattenbauten van Berlin-Marzahn, en heeft als tienjarige de val van de muur bewust meegemaakt.
Na haar eindexamen vertrok ze op 19-jarige leeftijd voor studie naar Nederland. Na vier jaar communicatiewetenschappen aan de Rijksuniversiteit Groningen sloot ze haar studietijd af met een postdoctorale opleiding radio- en televisiejournalistiek.

## Loopbaan
Haar eerste ervaringen als journalist deed ze op bij Radio 1, voor het programma ‘1opdemiddag’ van de AVRO. Daarna ging ze als redacteur aan de slag bij KRO Reporter, een programma voor onderzoeksjournalistiek.
Vervolgens maakte ze een overstap naar de regionale zender RTV Utrecht. Daar heeft zij van 2006 tot 2012 gewerkt als verslaggever voor radio en tv, en met name als camjo – zelfstandig camerajournalist die zelf draait, interviewt en monteert.
Van 2012 tot 2021 heeft ze in Berlijn als freelance journalist, verslaggever, moderator en correspondent gewerkt bij RBB, en ook voor verschillende Nederlandse media, waaronder RTL Nieuws.
Na haar terugkeer naar Nederland vanuit Berlijn in 2020 werkte Ulrike opnieuw bij RTV Utrecht tot 2023 als verslaggever en eindredacteur.
Sinds 2023 werkt zij als coördinator en eindredacteur bij NOS Bureau Regio.
In november 2024 (35 jaar na de val van de Berlijnse muur) maakte Ulrike voor omroep Max een 6-delige podcastserie Over de Muur  . Daarin vertelt ze over haar gelukkige jeugd in de DDR, en onderzoekt ze de rol die Nederland speelde ten opzichte van de communistische staat in het Oosten. Deze podcast is o.a. te beluisteren op Spotify.

## Boekvertalingen
Naast journalist is Nagel ook vertaler. Zij vertaalde diverse boeken naar het Duits, waaronder De veertiende Etappe van Tim Krabbé (Die vierzehnte Etappe), De kale berg van Lex Reurings (Der kahle Berg), en Vrouw & fiets van Nynke de Jong en Marijn de Vries (Frau und Rennrad).